# クヴェン語
クヴェン語（クヴェンご、Kven language）は、ノルウェー北部でクヴェン人によって話されるバルト・フィン諸語の言語である。ヨーロッパ地方言語・少数言語憲章によって少数言語とされているが、
言語学者はメアンキエリとともにフィンランド語の方言として括っている。